# Whigham
Whigham é uma cidade localizada no estado americano de Geórgia, no Condado de Grady.

## Demografia
Segundo o censo americano de 2000, a sua população era de 631 habitantes.
Em 2006, foi estimada uma população de 622, um decréscimo de 9 (-1.4%).

## Geografia
De acordo com o United States Census Bureau tem uma área de
3,1 km², dos quais 3,1 km² cobertos por terra e 0,0 km² cobertos por água. Whigham localiza-se a aproximadamente 94 m acima do nível do mar.

## Localidades na vizinhança
O diagrama seguinte representa as localidades num raio de 32 km ao redor de Whigham.